# Зименковский сельсовет (Зарайский район)
Зименковский сельсовет — упразднённая административно-территориальная единица, существовавшая на территории Рязанской губернии и Московской области до 1954 года.
Зименковский сельсовет был образован в первые годы советской власти. В конце 1920-х годов он входил в состав Зарайской волости Зарайского уезда Рязанской губернии.
В 1929 году Зименковский с/с был отнесён к Зарайскому району Коломенского округа Московской области.
10 августа 1934 года к Зименковскому с/с был присоединён Кувшиновский с/с, но вскоре это решение было отменено.
5 апреля 1936 года Кувшиновский с/с был вновь присоединён к Зименковскому.
17 июля 1939 года к Зименковскому с/с было присоединено селение Карандеево упразднённого Пыжевского с/с.
12 апреля 1952 года из Кобыльского с/с в Зименковской было передано селение Панкино. Одновременно из Зименковского с/с в Дятловский было передано селение Кувшиново.
14 июня 1954 года Зименковский с/с был упразднён. При этом он был объединён с Дятловским с/с в новый Летуновский с/с.